# Castro de Campañó
Una de las parroquias de España ricas en huellas arqueológicas es Campañó, de lo que son un buen ejemplo los seis sepulcros megalíticos y los petroglifos localizados en los castros de Fiestoso y de U Otero. Junto al castro de Sineiro también se encontraron diversos objetos y restos de cerámica.
Se localiza en la parroquia de Campañó del ayuntamiento de Pontevedra. Dentro de este acervo existen manifestaciones de diferentes tipos de elementos como son los petroglifos, los sepulcros megalíticos o los castros.